# Ditiet
Ditiet – organiczny związek chemiczny należący do nienasyconych związków heterocyklicznych siarki. Ditiet zbudowany jest z pierścienia, w skład którego wchodzą dwa atomy węgla i dwa atomy siarki, będące heteroatomami. Ditiet można traktować jako disiarkowy analog dioksetu.